# Receptor de sabor
O receptor de sabor é um tipo de receptor que facilita a sensação de gosto. Quando comida ou outras substâncias entram na boca, as moléculas interagem com a saliva e ligam-se a receptores de sabor na cavidade oral e em outros locais. As moléculas que dão a sensação de sabor são consideradas substâncias sápidas.
Os receptores de sabor estão divididos em duas famílias:
- Tipo 1, doce, caracterizados pela primeira vez em 2001:[2] TAS1R1

```
– 
TAS1R3
```

- Tipo 2, amargo, caracterizados pela primeira vez em 2000:[3] TAS2R1

```
– 
TAS2R50
```

, e TAS2R60

Combinações destes receptores em dímeros ou em outros complexos contribuem para diferentes percepções de gosto.

## Tipos
Lista de receptores de sabor:
| Classe          | Gene     | Sinónimos        | Aliases | Locus        | Descrição                    |
| --------------- | -------- | ---------------- | ------- | ------------ | ---------------------------- |
| tipo 1 (doce)   | TAS1R1   |                  | GPR70   | 1p36.23      |                              |
| tipo 1 (doce)   | TAS1R2   |                  | GPR71   | 1p36.23      |                              |
| tipo 1 (doce)   | TAS1R3   |                  |         | 1p36         |                              |
| tipo 2 (amargo) | TAS2R1   |                  |         | 5p15         |                              |
| tipo 2 (amargo) | TAS2R2   |                  |         | 7p21.3       | pseudogene                   |
| tipo 2 (amargo) | TAS2R3   |                  |         | 7q31.3-q32   |                              |
| tipo 2 (amargo) | TAS2R4   |                  |         | 7q31.3-q32   |                              |
| tipo 2 (amargo) | TAS2R5   |                  |         | 7q31.3-q32   |                              |
| tipo 2 (amargo) | TAS2R6   |                  |         | 7            | não anotado no genoma humano |
| tipo 2 (amargo) | TAS2R7   |                  |         | 12p13        |                              |
| tipo 2 (amargo) | TAS2R8   |                  |         | 12p13        |                              |
| tipo 2 (amargo) | TAS2R9   |                  |         | 12p13        |                              |
| tipo 2 (amargo) | TAS2R10  |                  |         | 12p13        |                              |
| tipo 2 (amargo) | TAS2R11  |                  |         |              | ausente em humanos           |
| tipo 2 (amargo) | TAS2R12  | TAS2R26          |         | 12p13.2      | pseudogene                   |
| tipo 2 (amargo) | TAS2R13  |                  |         | 12p13        |                              |
| tipo 2 (amargo) | TAS2R14  |                  |         | 12p13        |                              |
| tipo 2 (amargo) | TAS2R15  |                  |         | 12p13.2      | pseudogene                   |
| tipo 2 (amargo) | TAS2R16  |                  |         | 7q31.1-q31.3 |                              |
| tipo 2 (amargo) | TAS2R17  |                  |         |              | ausente em humanos           |
| tipo 2 (amargo) | TAS2R18  |                  |         | 12p13.2      | pseudogene                   |
| tipo 2 (amargo) | TAS2R19  | TAS2R23, TAS2R48 |         | 12p13.2      |                              |
| tipo 2 (amargo) | TAS2R20  | TAS2R49          |         | 12p13.2      |                              |
| tipo 2 (amargo) | TAS2R21  |                  |         |              | ausente em humanos           |
| tipo 2 (amargo) | TAS2R22  |                  |         | 12           | não anotado no genoma humano |
| tipo 2 (amargo) | TAS2R24  |                  |         |              | ausente em humanos           |
| tipo 2 (amargo) | TAS2R25  |                  |         |              | ausente em humanos           |
| tipo 2 (amargo) | TAS2R27  |                  |         |              | ausente em humanos           |
| tipo 2 (amargo) | TAS2R28  |                  |         |              | ausente em humanos           |
| tipo 2 (amargo) | TAS2R29  |                  |         |              | ausente em humanos           |
| tipo 2 (amargo) | TAS2R30  | TAS2R47          |         | 12p13.2      |                              |
| tipo 2 (amargo) | TAS2R31  | TAS2R44          |         | 12p13.2      |                              |
| tipo 2 (amargo) | TAS2R32  |                  |         |              | ausente em humanos           |
| tipo 2 (amargo) | TAS2R33  |                  |         | 12           | não anotado no genoma humano |
| tipo 2 (amargo) | TAS2R34  |                  |         |              | ausente em humanos           |
| tipo 2 (amargo) | TAS2R35  |                  |         |              | ausente em humanos           |
| tipo 2 (amargo) | TAS2R36  |                  |         | 12           | não anotado no genoma humano |
| tipo 2 (amargo) | TAS2R37  |                  |         | 12           | não anotado no genoma humano |
| tipo 2 (amargo) | TAS2R38  |                  |         | 7q34         |                              |
| tipo 2 (amargo) | TAS2R39  |                  |         | 7q34         |                              |
| tipo 2 (amargo) | TAS2R40  |                  | GPR60   | 7q34         |                              |
| tipo 2 (amargo) | TAS2R41  |                  |         | 7q34         |                              |
| tipo 2 (amargo) | TAS2R42  |                  |         | 12p13        |                              |
| tipo 2 (amargo) | TAS2R43  |                  |         | 12p13.2      |                              |
| tipo 2 (amargo) | TAS2R45  |                  | GPR59   | 12           |                              |
| tipo 2 (amargo) | TAS2R46  |                  |         | 12p13.2      |                              |
| tipo 2 (amargo) | TAS2R50  | TAS2R51          |         | 12p13.2      |                              |
| tipo 2 (amargo) | TAS2R52  |                  |         |              | ausente em humanos           |
| tipo 2 (amargo) | TAS2R53  |                  |         |              | ausente em humanos           |
| tipo 2 (amargo) | TAS2R54  |                  |         |              | ausente em humanos           |
| tipo 2 (amargo) | TAS2R55  |                  |         |              | ausente em humanos           |
| tipo 2 (amargo) | TAS2R56  |                  |         |              | ausente em humanos           |
| tipo 2 (amargo) | TAS2R57  |                  |         |              | ausente em humanos           |
| tipo 2 (amargo) | TAS2R58  |                  |         |              | ausente em humanos           |
| tipo 2 (amargo) | TAS2R59  |                  |         |              | ausente em humanos           |
| tipo 2 (amargo) | TAS2R60  |                  |         | 7            |                              |
| tipo 2 (amargo) | TAS2R62P |                  |         | 7q34         | pseudogene                   |
| tipo 2 (amargo) | TAS2R63P |                  |         | 12p13.2      | pseudogene                   |
| tipo 2 (amargo) | TAS2R64P |                  |         | 12p13.2      | pseudogene                   |